# Petro Zachwałynski
Petro Zachwałynski ps. Roman (zm. 1943) – ukraiński działacz niepodległościowy, nacjonalista ukraiński, członek Organizacji Ukraińskich Nacjonalistów.

## Życiorys
Był oficerem armii Ukraińskiej Republiki Ludowej, po zajęciu URL przez bolszewików wyemigrował do Francji, na emigracji wstąpił do Organizacji Ukraińskich Nacjonalistów.
Po rozłamie w OUN działał w frakcji Melnyka. W październiku 1941 przybył do Kijowa jako członek grupy pochodnej OUN, zajmował się organizacją Kurenia Kijowskiego, którym później dowodził. Potem zajmował się organizacją i dowództwem (do początku 1942) kijowskiej policji pomocniczej. Od listopada 1941 był również komendantem okręgu kijowskiego Reichskomisariatu Ukraine policji pomocniczej.
Pod koniec 1942 przeszedł na stanowisko dowódcy 2 kompanii 115 batalionu policji pomocniczej.
Latem 1943 w drodze do rodziny we Francji został stracony przez gestapo, pod pretekstem dezercji z frontu wschodniego.

## Literatura
- Дерейко І., Діяльність 115/62-го українського батальйону шуцманшафту на теренах Білорусі та Франції в 1942—1944 рр. w Наукові записки НАУКМА, t. 21, Історичні науки, К., 2003.